# Investiční pobídky

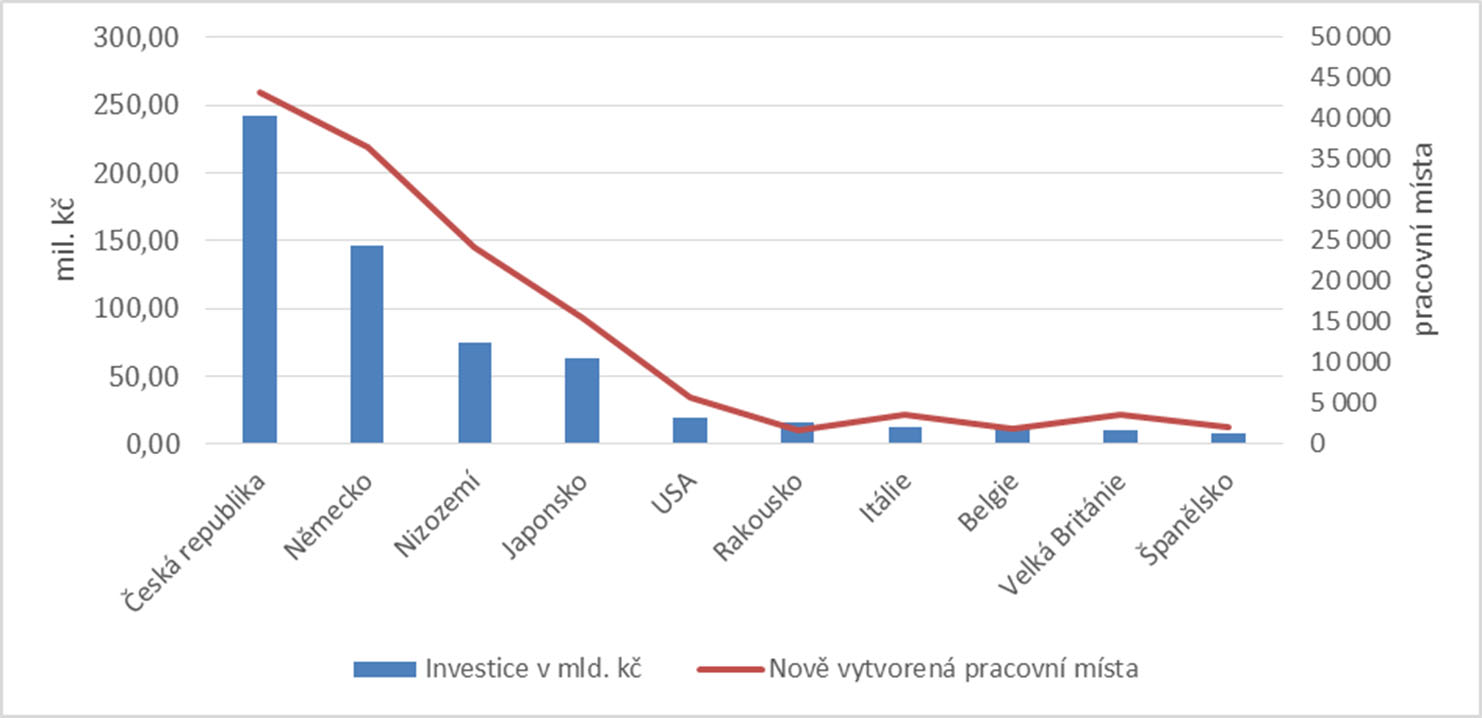
Investice podle státu

Investiční pobídku lze chápat jako měřitelné výhody poskytnuté vládou konkrétním firmám či skupinám firem s cílem přimět je chovat se určitým způsobem. Stát se snaží použitím investičních pobídek podpořit zvýšení objemu investic na svém území. Investiční pobídku může poskytnout stát v zásadě dvěma způsoby, a to přímou finanční podporou nebo nepřímou úlevou z požadavků státu vůči ekonomickým subjektům. Přímé podpory lze chápat jako dotaci na stroje, vybavení, pozemky, infrastrukturu a jiné prostředky. Úlevy se mohou projevit na daních, clu a v předpisech.
Co je cílem investičních pobídek? Cílem je zpravidla buď podpora zaostalých oblastí postižených velikou nezaměstnaností, nízkou životní úrovní či hospodářskou úrovní. Jde o okruh nabídek, které se nedostanou všem, ale jen některým subjektům. Znakem investičních pobídek je fakt, že jsou poskytovány ze strany státu nebo ze státních prostředků, přičemž pod pojmem stát je ve smyslu judikatury Evropského soudního dvora třeba chápat nejen centrální vládu, ale i jednotky územní či lokální samosprávy. Státními prostředky se pak rozumí prostředky státních fondů, právnických osob pod přímou kontrolou státu či samosprávných korporací, ale i prostředky soukromých právnických osob, které byly pověřeny redistribucí veřejných prostředků.

## Historie

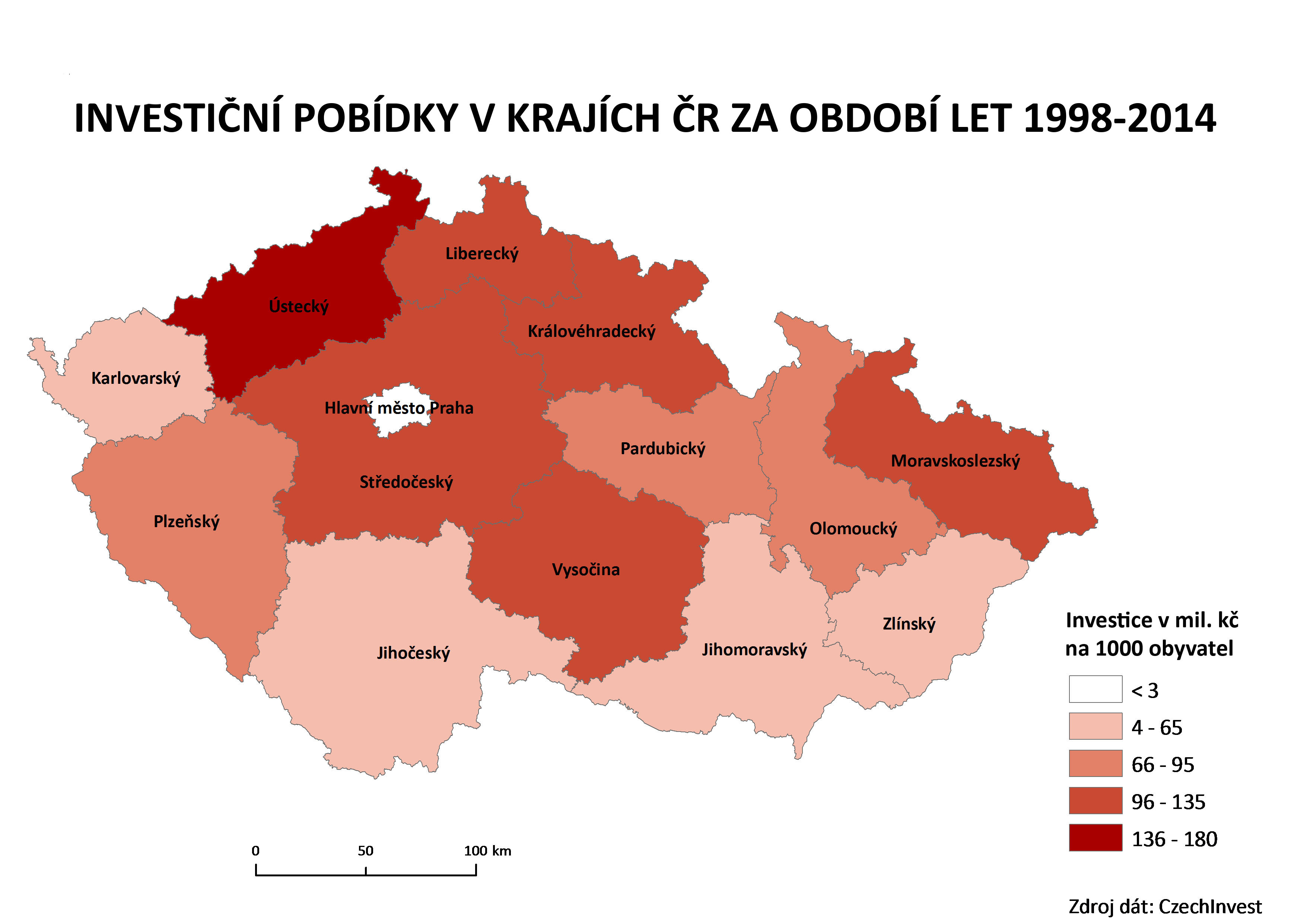
Mapa investičných pobídek v krajích České republiky v letech 1998–2014

Investiční pobídky nemají v České republice příliš dlouhou historii. Tato historie se píše až od roku 1998, kdy v dubnu po usnesení vlády byly schváleny první pilotní projekty ve zpracovatelském průmyslu. Celá snaha o utvoření uceleného systému investičních pobídek eskalovala v podobě schválení zákona č. 72/2000 Sb., o investičních pobídkách, který nabyl účinnosti dne 1. května 2000 a nahradil všechna usnesení vlády. Tento zákon byl akceptován i Evropskou komisí, která tyto pobídky kontroluje, aby nedošlo k narušení soutěže v rámci společného trhu. Díky tomu bylo v České republice vytvořeno transparentní a plně důvěrné prostředí. Právní úprava investičních pobídek je obsažena i v dalších právních předpisech, zejména zákoně č. 586/1992 Sb., o daních z příjmů, ve znění pozdějších předpisů, a zákoně č. 9/1991 Sb., o zaměstnanosti a působnosti orgánů České republiky na úseku zaměstnanosti, ve znění pozdějších předpisů a dalších. Tento zákon byl posléze znovu upravován a to zákony č. 453/2001 Sb., 320/2002 Sb., 438/2003 Sb., 19/2004 Sb. a 280/2004 Sb. Systém investičních pobídek je ale určen jen pro zpracovatelský průmysl, a tak se v blízké budoucnosti bude řešit jeho rozšíření i na jiné sektory průmyslu.

## Druhy investičních pobídek
1. Úleva na dani z příjmu: Může být částečná i úplná, záleží na motivaci. Je možné ji uplatňovat po dobu až 10 let.
2. Převod pozemků za zvýhodněnou cenu: Investor získá pozemky za zvýhodněnou cenu od orgánu samosprávy.
3. Hmotná podpora při vytváření pracovních míst: Investor získá za každé vytvořené pracovní místo finanční kompenzaci. Velikost těchto prostředků závisí na nezaměstnanosti v regionu.
4. Hmotná podpora rekvalifikace zaměstnanců: Finanční podpora rekvalifikace zaměstnanců. Částky takto vynaložené jsou opět závislé na nezaměstnanosti v regionu.

## Klady a zápory pobídek
Poskytování investičních pobídek má řadu výhod a nevýhod. Jednou z výhod je přínos nových technologií. Mezi nejčastěji zmiňovanou výhodu pak patří snižování nezaměstnanosti. Právě proto jsou nejvíce dotovány regiony s největší nezaměstnaností. Někteří ekonomové ovšem tvrdí, že nedochází ke snížení počtu nezaměstnaných, ale že jsou takto přetaženi zaměstnanci jiných firem. „Efekt přelévání“ pracovní síly vzniká při příchodu firmy zabývající se výrobou s vyšší přidanou hodnotou. K tzv. deskillingu pracovní síly dochází při příchodu firmy zabývající se pásovou výrobou. Pracovník je přetáhnut z původně náročnější práce vyšší mzdou. Výdaje spojené se zahraniční investicí přinesou nová pracovní místa a také příjem pro další subjekty. V současnosti, když okolní státy zavedly stejný druh pomoci, se investiční pobídky staly nutností.